# Bedford TM
Il Bedford TM-4x4 è un autocarro militare britannico derivato da mezzi civili simili della Bedford Vehicles, ma adattato alla propulsione 4x4. Il mezzo è dotato di un grande vano di carico, ma effettivamente somiglia ad un normale autocarro civile, con una sagoma molto alta e 8 t di capacità.

## Tecnica
Il TM è stato sviluppato per il trasporto di un totale di 16 tonnellate di materiale di vario tipo che può essere caricato sul cassone posteriore tramite una gru idraulica ATLAS montata dietro la cabina o tramite un verricello.
Eventualmente il TM può essere anche usato come veicolo da trasporto truppe mediante l'installazione di sedili posteriori.
La cabina di pilotaggio può ospitare il pilota del veicolo e un passeggero sedutovi accanto. Il tettuccio è rinforzato, in modo tale da poter ospitare due uomini e una mitragliatrice da 7,2 mm.
Il propulsore impiegato sul TM è un Bedford 8.2/205 TD turbocharged Diesel da 8.2 litri che sviluppa 206 cv di potenza accoppiato ad un cambio manuale a 6 marce.

## Sviluppo
Nel 1970 il Royal Army lanciò il bando per la creazione di un nuovo veicolo per il trasporto materiali. Per rispondere a tale richiesta la Badford realizzò alcuni veicoli denominati TM in pre-serie nel 1981. Nel 1984 iniziarono i test valutativi, mentre nel 1986 vi fu l'entrata in servizio.
Attualmente l'esercito britannico e alcuni eserciti mediorientali continuano ad impiegare il TM, anche se, dopo il termine della produzione nel 1999, sta venendo sostituito gradualmente con veicoli più recenti prodotti dalla MAN tedesca.